# Ferdinand Tille
Ferdinand Tille (Mühldorf, 8 de dezembro de 1988) é um ex-jogador de voleibol alemão que atuou na posição de líbero.

## Carreira

### Clube
Tille começou sua carreira nas categorias de base do TSV Mühldorf, time de sua cidade natal. Em 2006, se transferiu para o Generali Haching. Com o time da cidade de Unterhaching, o líbero conquistou 3 títulos da Copa da Alemanha.
Para a temporada 2014–15, Tille foi atuar no voleibol polonês pelo PGE Skra Bełchatów, onde conquistou o título da Supercopa Polonesa de 2014.
Em 2015, Tille voltou a atuar no voleibol alemão após assinar com WWK Volleys Herrsching.
No dia 15 de setembro de 2023, após defender as cores da equipe de Herrsching por oito temporadas e vestir a camisa da seleção alemã por 165 vezes, Tille anunciou sua aposentadoria das quadras.

### Seleção
O líbero ingressou na seleção adulta alemã em 2009 para disputar o Campeonato Europeu de 2009, onde terminou na sexta colocação. Conquistou o prêmio individual de "Melhor Líbero" no Campeonato Mundial de 2010, onde terminou na oitava colocação.
Em 2014, conquistou a  medalha de bronze no Campeonato Mundial de 2014, na Polônia, sendo o melhor resultado da seleção alemã na história do torneio. No ano seguinte, conquistou o ouro na primeira edição dos Jogos Europeus após vencer a Bulgária por 3 sets a 1.

## Títulos
Generali Haching
- Copa da Alemanha: 2008–09, 2009–10, 2010–11

Skra Bełchatów
- Supercopa Polonesa: 2014

## Clubes
| Anos      | Clube                    |
| --------- | ------------------------ |
| 1996–2004 | TSV Mühldorf             |
| 2004–2005 | SV Lohhof                |
| 2005–2006 | VCO Bayern Kempfenhausen |
| 2006–2011 | Generali Haching         |
| 2011–2013 | Arago de Sète            |
| 2013–2014 | Generali Haching         |
| 2014–2015 | PGE Skra Bełchatów       |
| 2015–2023 | WWK Volleys Herrsching   |

## Prêmios individuais
- 2008: Liga Europeia – Melhor receptor
- 2010: Campeonato Mundial – Melhor líbero